# Ovidie
Ovidie (født 25. august 1980) er en fransk feminist, forfatter, filminstruktør og tidligere pornostjerne.
Uden for pornogenren har hun bl.a. medvirket i Jean-Jacques Beineix' thriller Mortel transfert (2001) og i Bertrand Bonellos drama Le pornographe (2001).
Ovidie er i Danmark bedst kendt for filmen All About Anna (2005), hvor hun spiller over for Gry Bay.

## Udvalgte film
- XYZ (2000)
- Orgie en noir (2000)
- Le pornographe (2001)
- Lilith (2001)
- Mortel transfert (2001)
- Claudine (2002)
- All About Anna (2005)
- La nuit des horloges (2007)
- Histoires de sexe(s) (2009)